# 魅力凝聚新時代
魅力凝聚新時代是加拿大新時代電視 聯同香港無線電視 合辨一年一度的綜藝節目。

## 節目簡介
自於2005年 開始每年無線電視(TVB) 便派出四位合約藝人到加拿大三大城市溫哥華,卡加利 及多倫多 為TVB作海外宣傳。而新時代電視就在每個城市舉辨魅力凝聚新時代令藝人與觀眾可以有近距離接觸。節目通常包括觀眾與藝人玩遊戲及藝人表演唱歌等等。

## 表演藝人

### 2005年
| 日子/城市 | 藝人嘉賓                           | 司儀            | 附註                                                      |
| 9月溫哥華 | 廖碧兒 、 郭羨妮 、唐文龍 、梁榮忠 | 廖德隆 、盧玉鳳 | 向海嵐因要拍劇來不及到溫哥華及卡加利演出,則由郭羨妮代替。 |
| 9月卡加利 | 廖碧兒 、 郭羨妮 、唐文龍 、梁榮忠 |                 |                                                           |
| 9月多倫多 | 廖碧兒 、 向海嵐 、唐文龍 、梁榮忠 |                 |                                                           |

### 2006年
| 日子/城市    | 藝人嘉賓                           | 司儀 | 附註 |
| 9月3日多倫多 | 郭晉安 、 蔡少芬 、譚小環 、袁彩雲 |      |      |
| 9月4日卡加利 | 郭晉安 、 蔡少芬 、譚小環 、袁彩雲 |      |      |
| 9月5日溫哥華 | 郭晉安 、 蔡少芬 、譚小環 、袁彩雲 |      |      |

### 2007年
| 日子/城市     | 藝人嘉賓                           | 司儀                            | 附註                                                        |
| 9月19日溫哥華 | 鄧萃雯 、 馬德鐘 、陳敏之 、曹永廉 | 廖德隆 、盧玉鳳、陳敏愷、陳星楠 | 原定出席的謝天華因要參與舞動奇蹟來不到演出,則由曹永廉代替。 |
| 9月20日卡加利 | 鄧萃雯 、 馬德鐘 、陳敏之 、曹永廉 |                                 |                                                             |
| 9月22日多倫多 | 鄧萃雯 、 馬德鐘 、陳敏之 、曹永廉 | 潘宗明、蕭嘉俊                  |                                                             |

### 2008年
| 日子/城市     | 藝人嘉賓                           | 司儀                            | 附註                                                      |
| 9月7日溫哥華  | 謝天華 、 湯盈盈 、楊思琦 、陳錦鴻 | 廖德隆 、盧玉鳳、邱穟恆、陳敏愷 |                                                           |
| 9月8日卡加利  | 謝天華 、 湯盈盈 、楊思琦 、陳錦鴻 | 盧玉鳳、歐陽兆君、陸海天        | 陳錦鴻在溫哥華弄傷脚,因此在卡加利及多倫多便要坐輪椅出場。 |
| 9月10日多倫多 | 謝天華 、 湯盈盈 、楊思琦 、陳錦鴻 | 潘宗明、蕭嘉俊                  |                                                           |

### 2009年
| 日子/城市    | 藝人嘉賓                           | 司儀                                      | 附註     |
| 9月3日多倫多 | 林保怡 、 邵美琪 、胡定欣 、郭政鴻 | 潘宗明、康翠瑩、Wil、盧婧、徐常鑫、丁皓峰 |          |
| 9月4日卡加利 | 林保怡 、 邵美琪 、胡定欣 、郭政鴻 | 盧玉鳳、歐陽兆君                          |          |
| 9月5日溫哥華 | 林保怡 、 邵美琪 、胡定欣 、郭政鴻 | 廖德隆、陳敏愷                            | 精彩片段 |

### 2010年
| 日子/城市    | 藝人嘉賓                           | 司儀                     | 附註 |
| 9月2日溫哥華 | 關菊英 、 謝天華 、郭少芸 、黃德斌 | 廖德隆、陳敏愷、陳本岡   |      |
| 9月3日卡加利 | 關菊英 、 謝天華 、郭少芸 、黃德斌 | 歐陽兆君、陸海天、何念如 |      |
| 9月5日多倫多 | 關菊英 、 謝天華 、郭少芸 、黃德斌 | 潘宗明、李亭             |      |

## 外部連結
- 魅力凝聚新時代2007官方綱站
- 魅力凝聚新時代2008官方綱站
- 魅力凝聚新時代2009官方綱站
- 魅力凝聚新時代2010官方綱站